# Luis Jover Bedia
Luis Jover Bedia (27 de juny de 1893,? - 27 d'agost de 1972, Madrid) fou un militar espanyol de l'arma de Cavalleria que assolí el grau de coronel. Formà part del grup de militars anomenats Jinetes de Alcalá i que s'avalotà, essent capità, contra el govern de la Segona República Espanyola el 1936 a Mallorca. Els primers mesos de la Guerra Civil participà en la formació de les milícies falangistes, en la repressió de membres i simpatitzants del Front Popular i en la defensa contra el desembarcament de Mallorca per part de tropes republicanes.
Jover era el quart fill dels cinc d'Antonio Jover y Fernández de Liencres (1860, Córdoba - 1907, Valladolid), comandant d'Artilleria i descendent de l'emperador asteca Moctezuma (Ca. 1466-1520), i de Aurora Bedia Echávarri, nascuda a Santander.

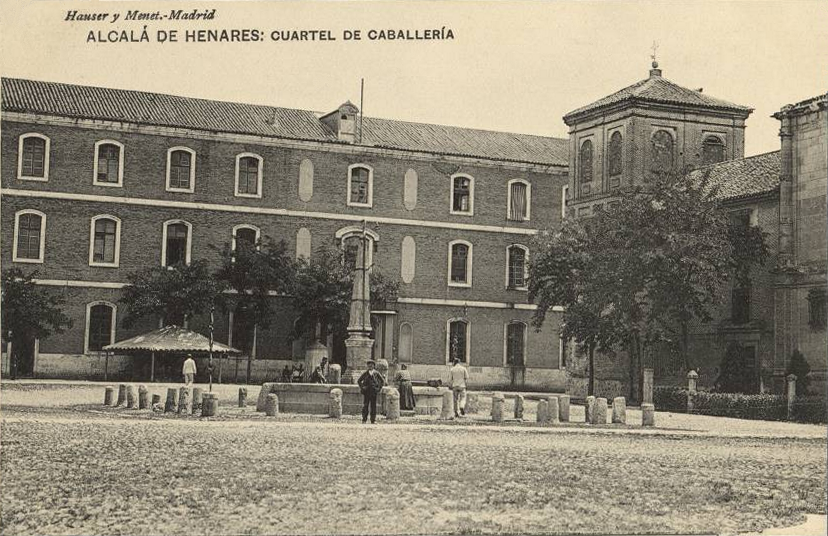
Quarter de Cavalleria del Príncep, dit de San Diego, a Alcalà de Henares prop del 1912

El 1916 completà els estudis a l'Acadèmia de Cavalleria de Valladolid i fou ascendit a tinent 2a i destinat al Regiment de Dragons de Montesa, a Barcelona. El 1917 fou destinat al Regiment de Caçadors de Vitòria, a Ceuta. El 1921 estava destinat al Regiment de Caçadors Lusitania 12, a Granada, i fou destinat novament al de Vitoria 28, a Ceuta. El 1923 es casà amb Justa Pérez-Fajardo Peidro i tengueren sis fills. A principis del 1936 estava destinat al Col·legi d'Orfes de Guerra i tingué una baixa de dos mesos. El març fou destinat al Regiment de Caçadors de Calatrava, a Alcalà de Henares.
Formà part dels anomenats Jinetes de Alcalá, un grup de 29 militars de l'arma de Cavalleria adscrits als regiments de Calatrava, núm. 2, i de Villarrobledo, núm. 3, que a finals de juny de 1936 foren confinats al castell de Sant Carles de Palma, Mallorca. El Govern de la República aprofità uns incidents entre soldats i membres de partits d'esquerra a Alcalà de Henares per fer neteja de conspiradors en aquests regiments. Al castell de Sant Carles conegueren al cap de la Falange Española a Mallorca, Alfonso de Zayas, que també estava empresonat i que els posà amb contacte amb els militars que s'havien d'aixecar en contra de la República. Quan es produí el pronunciament militar del 18 de juliol de 1936 aquests militars es posaren a les ordres dels avalotats i participaren en la repressió contra membres de Front Popular (detencions il·legals, tortures i assassinats). El 20 de juliol del 1936, una secció de metralladores de la primera companya del Quarter General Luque d'Inca, comandada pel capità Miquel Salom Cerdà, es desplaçà a Pollença per tal d'acabar amb la resistència republicana. Els Jinetes de Alcalá dirigits pel capità Luis Jover prengueren la iniciativa i el protagonisme en els enfrontaments. El capvespre s'encarregaren de desarmar vora el pont de Sant Jordi els soldats d'aviació i carrabiners fidels a la República.
Després d'uns mesos a Mallorca tornà a la península. El gener de 1937 fou ascendit a comandant estant destinat a la 2a Divisió. El maig de 1937 fou nomenat ajudant del general cap del 7è cos de l'exèrcit, Andrés Saliquet Zumeta, (1877-1959), però aquest en demanà la seva destitució que es feu efectiva el novembre del mateix any i se'l destinà a la 6a regió Militar. El 1941 fou destinat al Regiment Mixt de Cavalleria 20. El febrer de 1943 estava ferit i fou ascendit a tinent coronel. El març estava disponible a Saragossa, 5a Regió Militar, i destinat al Regiment de Caçadors de Talavera 12, a Lugo. Fou destituït el mes de maig del mateix any.